# Runaway Train (Elton-John-Lied)
Runaway Train ist ein Popsong, der von Elton John, Bernie Taupin und Olle Romo geschrieben wurde. Das Stück wurde 1992 auf Johns Album The One veröffentlicht und von ihm und Eric Clapton gesungen.

## Aufnahme
Clapton und John singen das Stück als Duett. Clapton singt den Großteil des Songs und spielt einige Gitarrensoli. Das Lied steht in der Tonart G-Moll, weshalb Clapton während der Aufnahme ein Kapodaster verwendet. Jedoch fand es, als die Künstler das Stück während der Wembley-Stadion-Konzerte im Rahmen der 1992 Eric Clapton World Tour vortrugen, keine Verwendung. Ein Musikvideo mit Aufnahmen der Clapton-Tour wurde auch veröffentlicht.

## Chartplatzierungen
Der Song platzierte sich auf Rang 41 der deutschen Charts und blieb dort elf Wochen. In Österreich belegte die Single Platz 22 und in der Schweiz Rang 15. Im Vereinigten Königreich erreichte das Lied Platz 31. In den USA fand sich die Single auf Platz 10 der Mainstream-Rock-Charts.